# Bouchard V de Montmorency
Bouchard V de Montmorency (1129- Jerusalem, 1189) va ser un noble francès. Era baró de Montmorency, i senyor d'Écouen, Conflans-Sainte-Honorine, Attichy i Hérouville. Era fill de Mateu I de Montmorency i d'Alina, filla il·legítima del rei Enric I d'Anglaterra.

## Biografia
Per tal d'allunyar-lo de l'abadia de Saint-Dénis, el rei Robert II va forçar al seu avantpassat Bouchard el Barbut el 997 a canviar el seu lloc a l'illa de Saint-Denis (des d'on atacava als vaixells que passaven pel Sena, inclosos els de l'abadia) pel domini de Montmorency. Des de llavors la família havia fer tot el possible per ampliar el seu domini en detriment del de l'abadia i per a fer disminuir el poder d'aquest establiment religiós fundant establiments competidors. Seguint els passos del seu pare en aquest punt, el 1169 Bouchard V va permetre als religiosos grandmontans establir-se al seu bosc de Montmorency. Aquesta comunitat es va convertir en el priorat de Grandmontain de Meynel, també anomenat priorat Meynel-lez-Maffliers, a l'actual ciutat de Maffliers (Val-d'Oise).

## Núpcies i descendència
El 1173 es va casar amb Laurència d'Hainaut († 9 d'agost de 1181), filla de Balduí IV d'Hainaut i tieta de la reina Isabel, dona del rei Felip August. Amb ella va tenir cinc fills coneguts:
- Mateu II de Montmorency († 1230)
- Eva de Montmorency, morta sense descendència
- Thibaut ?
- Alícia de Montmorency (1173 † 15 de febrer de1221, enterrada a l'abadia d'Haute-Bruyère), casada amb Simó IV de Montfort, comte de Leicester (1204) i vescomte d'Albi, de Besiers i de Carcassona (1213-1218), i comte de Tolosa (1215-1218). D'aquest matrimoni en van sortir quatre fillsː

- Amaurí de Montfort, Condestable de França. Es va casar amb Beatriu de Borgonya sortida de la Casa de França. Va seguir la branca dels comtes de Montfort-L'Amaury, assimilats par la casa de Dreux
- Guiu de Montfort, comte de Bigorra pel casament amb Peronelha de Comenge
- Amícia de Montfort
- Simó

- Joana.

Bouchard V també tenia un fill natural, Josselin de Montmorency († Sant Joan d'Acre 1191).